# Hofanlage Westliche Dorfstraße 105

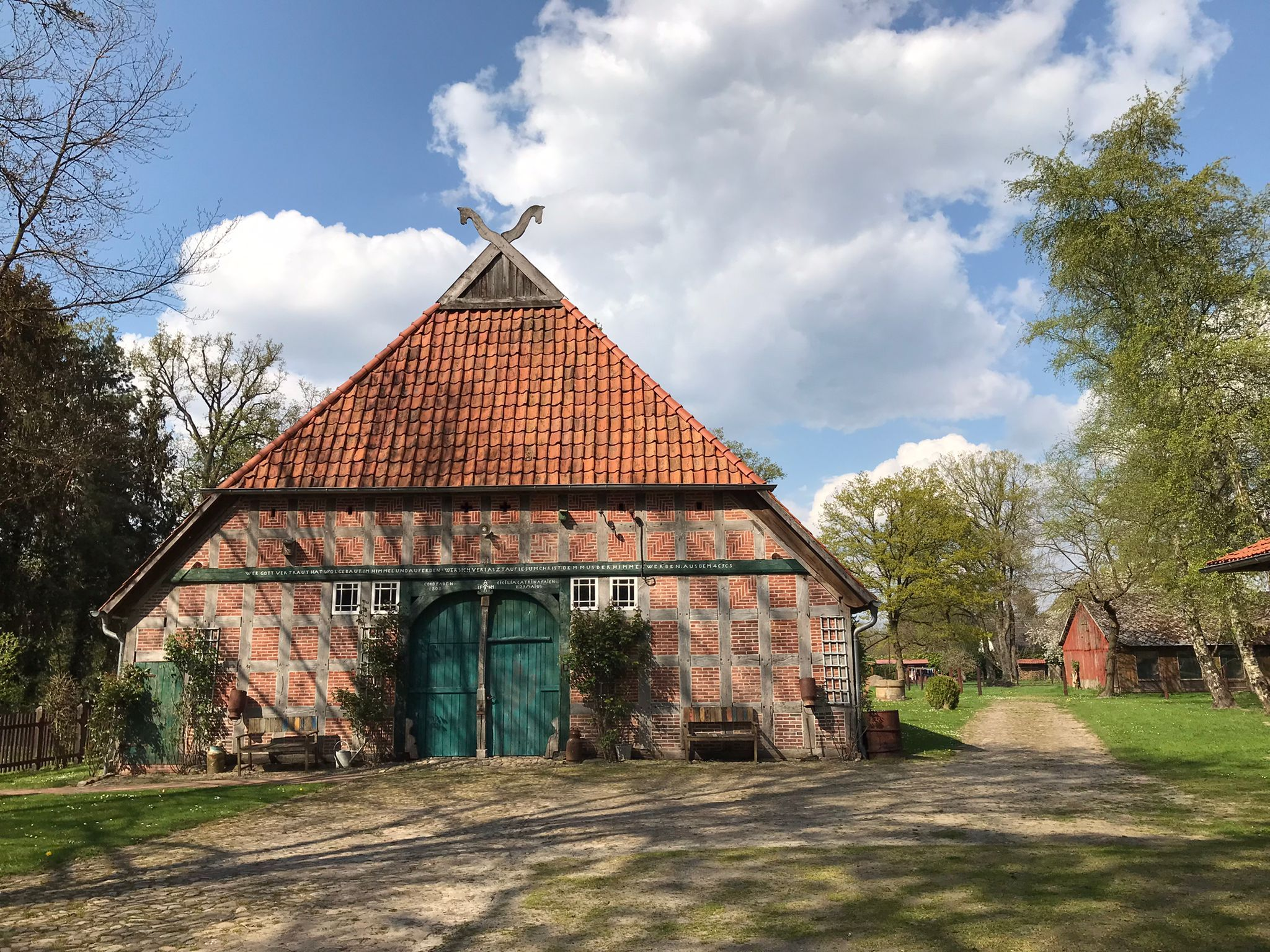
Wohn- und Wirtschaftsgebäude, Südfassade (2022)

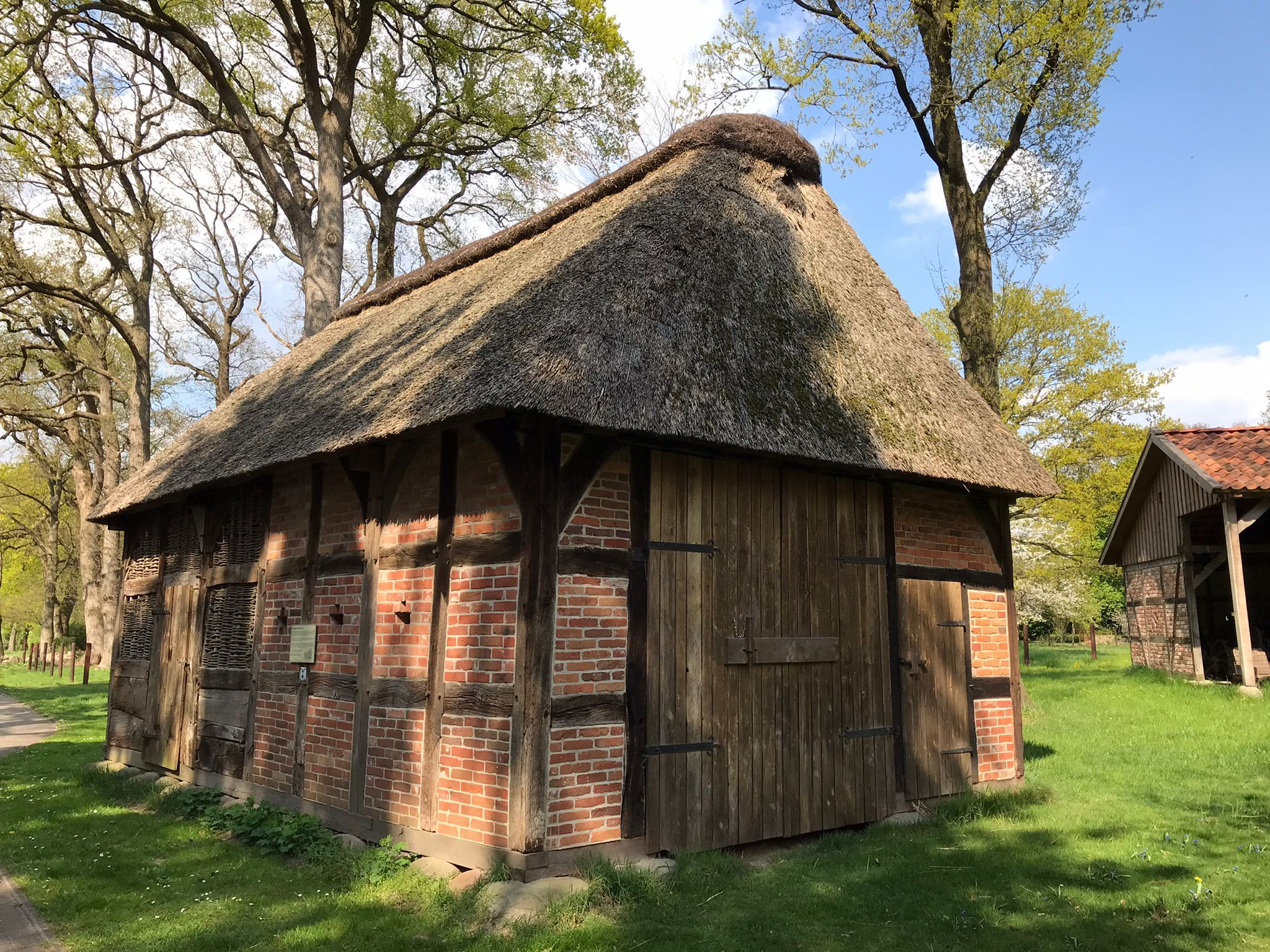
Schafstall, West- und Südfassade (2022)

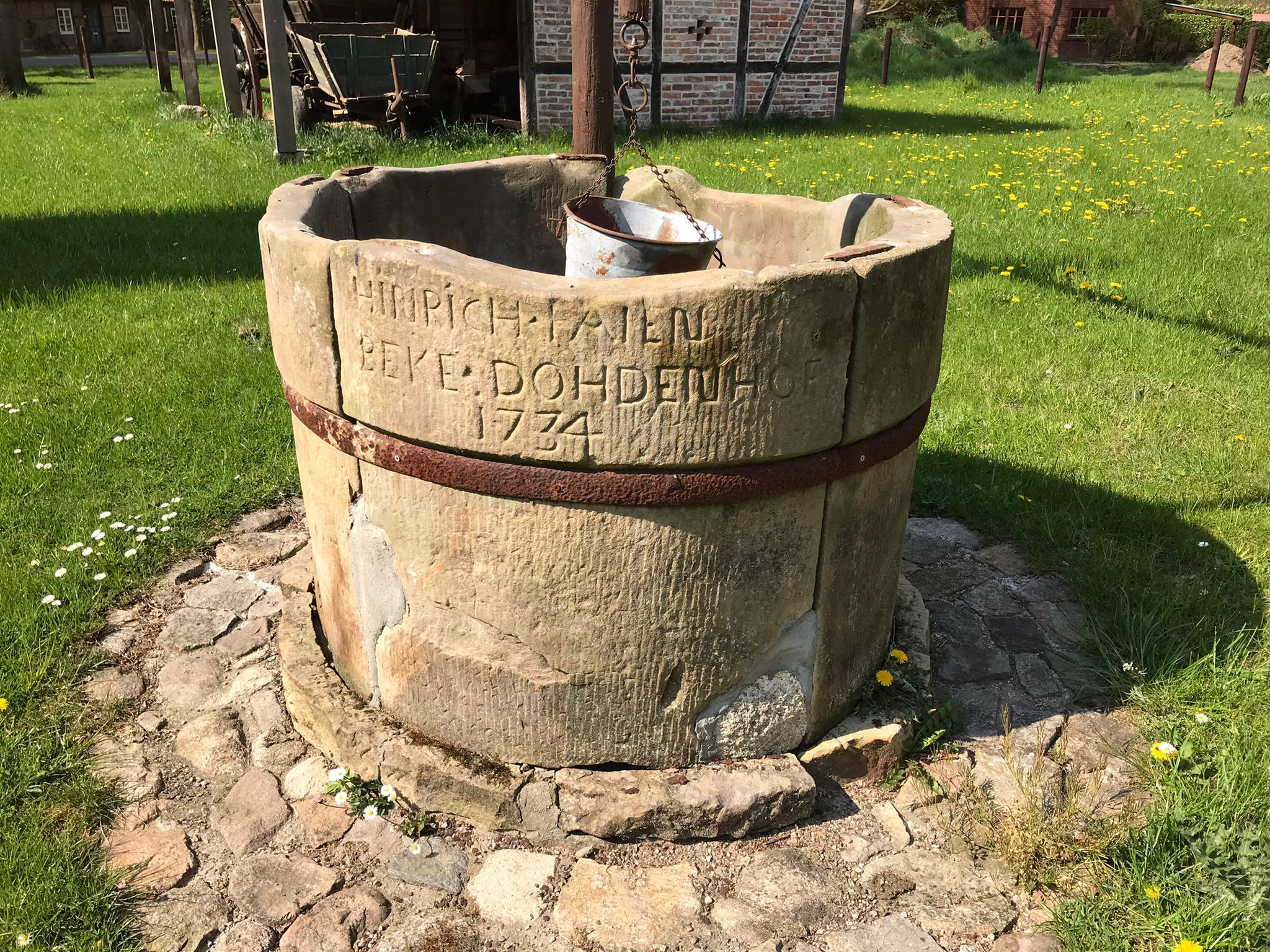
Sandsteinerne Brunneneinfassung (2022)

Die Hofanlage Westliche Dorfstraße 105 in der niedersächsischen Gemeinde Bötersen, Ortsteil Höperhöfen, wurde im 18. und am Anfang des 19. Jahrhunderts erbaut. Aktuell (2025) wird sie zum Wohnen und wohl landwirtschaftlich genutzt.
Die Gebäude stehen unter Denkmalschutz (siehe auch Liste der Baudenkmale in Bötersen).

## Geschichte und Beschreibung
Die Gemeinde Bötersen wurde 1340 erstmals erwähnt. Sie gehört seit 1974 zur Samtgemeinde Sottrum im Landkreis Rotenburg (Wümme).
Die Hofanlage besteht aus
- dem eingeschossigen traufständigen Wohn- und Wirtschaftsgebäude von 1808 (Inschrift) als Zweiständer-Hallenhaus in Fachwerk mit Steinausfachungen, ziegelgedecktem Krüppelwalmdach, Niedersachsengiebel mit Uhlenloch, Pferdeköpfen und Grooter Door mit Korbbogen,[2]
- dem eingeschossigen traufständigen Schafstall vom 18. Jahrhundert in Fachwerk mit Steinausfachungen, reetgedecktem Walmdach als Torfscheune[3]
- und einem Hofbrunnen mit vierteiliger sandsteinerner Brunneneinfassung von 1734 (Inschrift) als typisches Beispiel für einen Hofbrunnen.

Das Landesdenkmalamt befand u. a.: „… ein regionstypisches Hallenhaus der ersten Hälfte des 19. Jahrhunderts in Zweiständerkonstruktion … .“